# Anita Fazzini
Anita Fazzini (Domodossola, 1914 – Roma, 1997) è stata una scrittrice e pittrice italiana.

## Biografia
Anita Fazzini nata Buy era figlia di Marta e Addo Buy.All’inizio degli anni 30 dalla nativa Domodossola, per studiare disegno e pittura, si trasferì a Roma dove studiò all'Accademia di belle arti sotto la guida di Ferruccio Ferrazzi.Qui conobbe il giovane scultore Pericle Fazzini quasi suo coetaneo. Se ne innamorò e ne divenne la modella e la compagna. Nel 1934 Pericle Fazzini scolpì Ritratto di Anita, un’opera che sarebbe entrata presto nelle collezioni del Jeu de Paume di Parigi che la acquistò nel 1935.  In quegli anni anche Anita aveva iniziato a dipingere e nel tempo produsse varie opere tra cui un ritratto di Giuseppe Ungaretti realizzato in contemporanea al busto del poeta scolpito da Pericle Fazzini nel 1938.
Nel 1940 in prossimità dell’inizio della seconda guerra mondiale Pericle, richiamato alle armi, la sposò e partì per il servizio militare alla volta prima di Padova e poi di Zara.
Nel 1950 Pericle e Anita ebbero una figlia, Barbara.
Nel 1958 Anita pubblicò presso Ceschina il romanzo Ritorno in pianura che le fece vincere il Premio Viareggio opera prima. Successivamente scrisse il libro di narrativa Monologhi, edito a Roma da Rotundo nella primavera del 1987. Pochi mesi dopo, il 4 dicembre, Pericle spirò settantacinquenne nella loro casa romana di Via Margutta. Nel 1988 uscì l'ultima opera letteraria che Anita era andata accuratamente preparando, il romanzo La signora dalle cinque case. 
Morì a Roma nel 1997.

## Opere
- Ritorno in pianura, Milano, Ceschina, 1958.
- Monologhi, Roma, Rotundo, 1987.
- La signora dalle cinque case, Roma, Rotundo, 1988.